# John A. King
John Alsop King (ur. 3 stycznia 1788 w Nowym Jorku, zm. 7 lipca 1867 tamże) – amerykański polityk, członek Partii Wigów, a następnie Partii Republikańskiej.

## Działalność polityczna
Od 1819 do 1821 zasiadał w New York State Assembly, a od 1823 do rezygnacji w 1825 w New York State Senate. W 1832, 1838 i w 1840 ponownie był wybierany do New York State Assembly. W okresie od 4 marca 1849 do 3 marca 1851 przez jedną kadencję był przedstawicielem 1. okręgu wyborczego w stanie Nowy Jork w Izbie Reprezentantów Stanów Zjednoczonych. Od 1857 do 1858 był gubernatorem Nowego Jorku.
Jego ojcem był Rufus King, a bratem James G. King.